# 乌尔苏拉·克纳布
乌尔苏拉·克纳布（德語：Ursula Knab，1929年11月22日—1989年5月23日），德国女子田径运动员，主攻短跑。她曾代表德国参加1952年夏季奥林匹克运动会田径比赛，获得女子4×100米接力银牌。